# Estación Fuentes
Fuentes es una estación ferroviaria ubicada en la localidad del mismo nombre en el Departamento San Lorenzo, Provincia de Santa Fe, Argentina.

## Servicios
La estación corresponde al Ferrocarril General Bartolomé Mitre de la red ferroviaria argentina. Hoy está concesionada a la empresa Nuevo Central Argentino (NCA).
No presta servicios de pasajeros ni de cargas, sus vías e instalaciones se encuentran en estado de abandono. En su edificio se encuentra un centro cultural.